# 道の駅とようら
道の駅とようら（みちのえき とようら）は、北海道虻田郡豊浦町にある国道37号の道の駅である。

## 歴史
- 2003年（平成15年）8月8日 - 道の駅に登録
- 2004年（平成16年）7月9日 - 開駅

## 主な施設
- 駐車場
  - 普通車：40台
  - 大型車：2台
  - 身障者用:3台
- トイレ（いずれも、24時間利用可能）
  - 男：大 2器 小 3器
  - 女：3器
  - 身障者用：4器
- 公衆電話：1台
- 公衆FAX：1
- 農水産物販売所
- ソフトクリーム等テイクアウト販売

## 休館日
- 毎週水曜日（11月 - 3月）
- 年末年始

## アクセス
- 国道37号（国道230号重複）
  - 北海道道97号豊浦京極線

## 周辺
- 豊浦温泉
- JR北海道 室蘭線・豊浦駅